# Servosaari
Servosaari is een Zweeds eiland en is gelegen in de rivier de Torne, die hier de grens vormt tussen Zweden en Finland. Het eiland heeft geen oeververbinding. Het meet ongeveer 500 x 100 meter en ligt ter hoogte van Lövheden.
Ajasaari · Apajasaari · Esisaari · Fluurinsaari · Haapasaari (Neistenkangas) · Haapasaari (Ylitornio) · Haapakylänsaari · Hietanen (Junosuando) · Hietanen (Risudden) · Hietasaari · Hurulanhieta · Huukinsaari · Isomatala · Jokarasaari · Julkatteensaari · Kahvisaari · Kalliosaari · Kammalisaari · Karhakansaari · Karjosaari · Kauvosaari · Keppaansaari · Koivusaari · Korkeasaari · Korvenhieta · Kuoksunsaari · Kurkkiosaari · Kustonhieta · Kuusisaari (Anttis) · Kuusisaari (Junosuando) · Kuusisaari (Kurkkio) · Kuusisaari (Lovikka) · Kuussaari · Kylänsaari (Alkullen) · Kylänsaari (Pello) · Lampssaari · Laurinhieta · Lehmisaari · Lehtisaari · Leipiösaari · Lethisaari · Liakansaari · likasaari · Makottimensaari · Matosaari · Mattilansaari · Mikkolansaari · Mustasaari · Muurassaari · Nautapuojinsaari · Niittysaari · Nivansaari · Nyttysaari · Oravaisensaari · Paakosaari · Paamasaari · Paavosaari · Pahtasaari · Palasaari · Palosaari · Patokari · Pättäkkäsaari · Peittarisaari · Peltosaari · Pikisaari · Pikkumatala · Pohjukansaari · Porosaari · Puitonsaari · Puittamonsaari · Pukulmi · Revonniemi · Roomisaari · Rovanhieta · Rovasaari · Ruottinsaari · Saari (eiland) · Sauvosaari · Savisari · Selkasaari · Servosaari · Sölkäsaari · Suensaari · Suomenlainen · Tanskinsaari · Teppolansaari · Toivolansaari · Torakansaari · Vähäsaari · Vainsaari · Vasikkasaari · Vittasaari · Vuopionsaari